# Курьяново (платформа)
Курья́ново — остановочный пункт Курского направления Московской железной дороги, входящий в состав МЦД-2 (Нахабино — Подольск). Располагается в одноимённом микрорайоне Москвы примерно посередине между остановками Перерва (1,5 км) и Москворечье (1,3 км).

## Строительство и открытие
Строительство производилось в 2018-2020 годах. Открытие остановочного пункта состоялось 13 июля 2020 года.
Построена одна платформа островного типа между I и II путями с навесом во всю длину; имеется подземный пешеходный переход с двумя вестибюлями, в которых размещены билетные кассы и турникеты. Для III, IV путей платформы нет. На станции действует уборная.
Платформа оформлена в стиле хай-тек.
Из-за строительства участка Юго-Восточной хорды, непосредственный проход в микрорайон Курьяново ограничен.

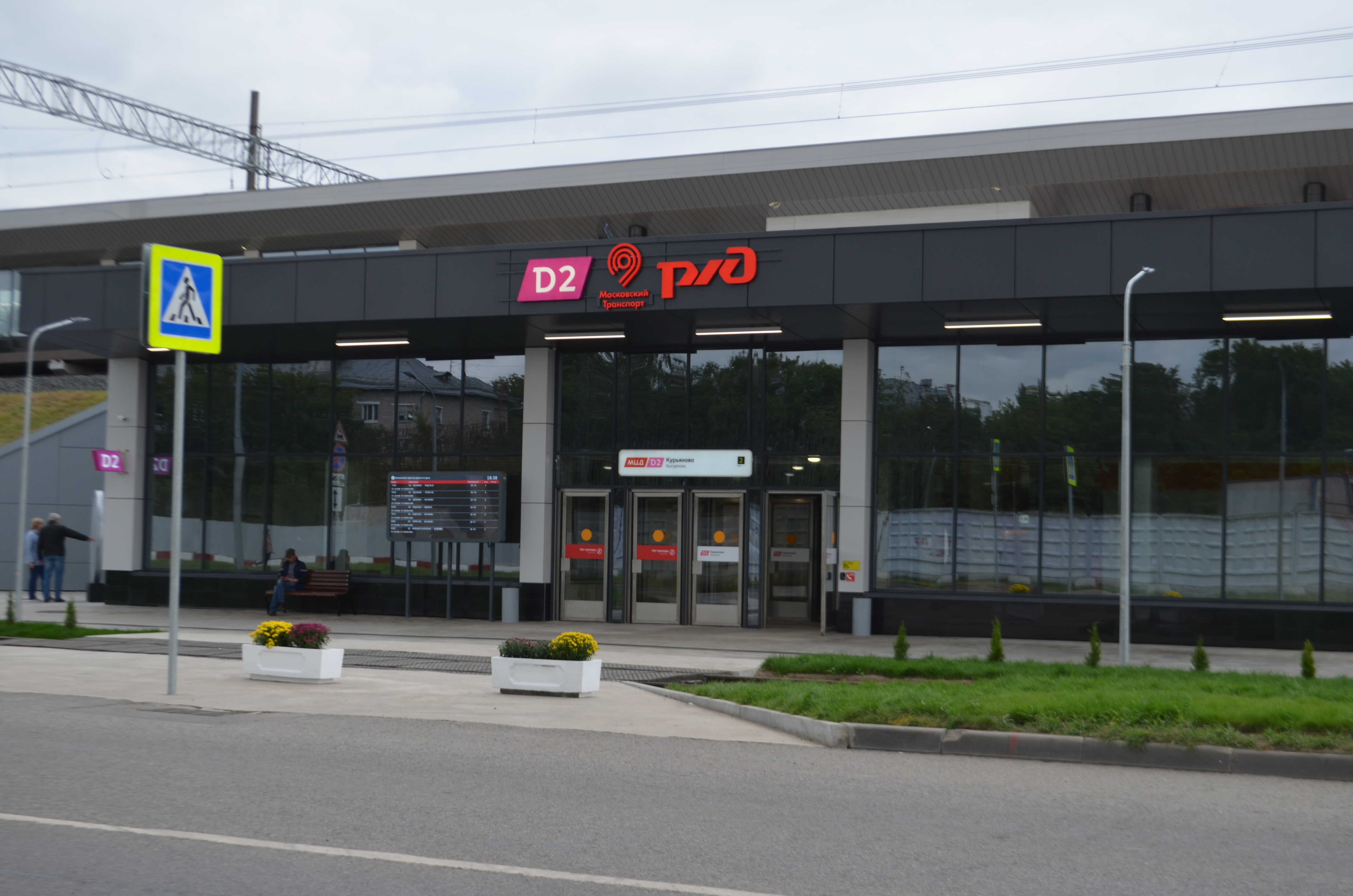
Вестибюль платформы
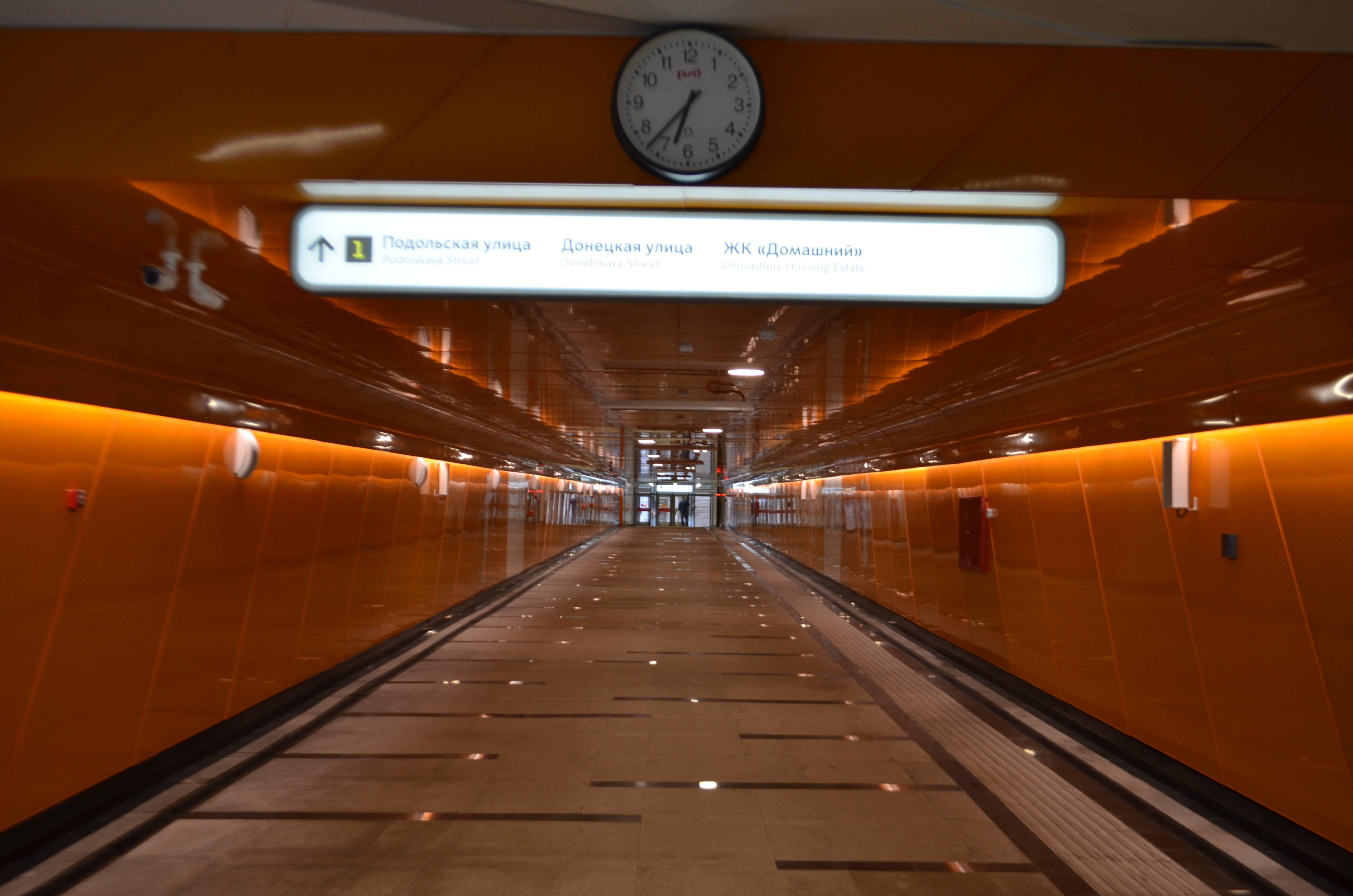
Подземный переход
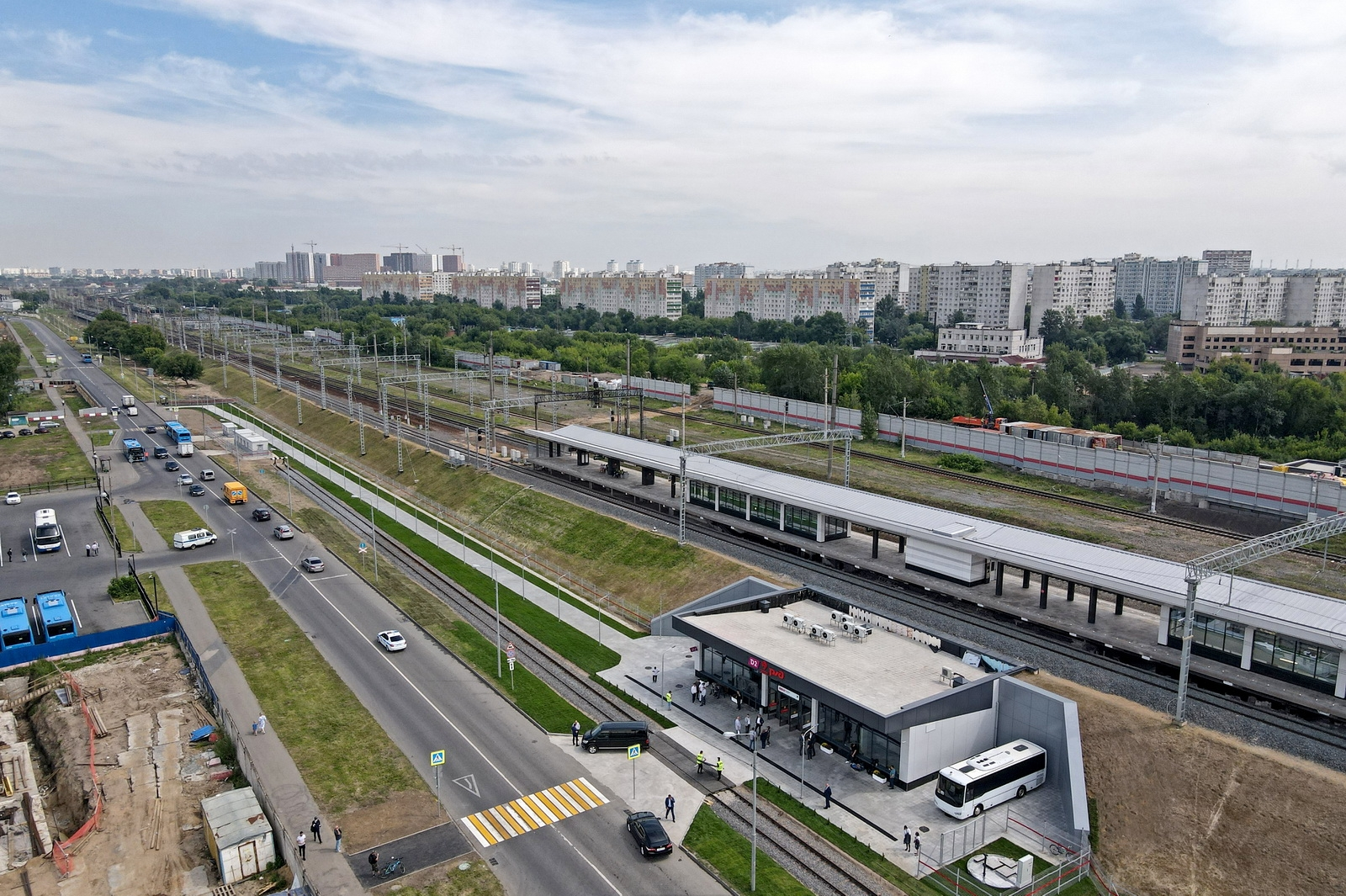
Аэрофотография станции
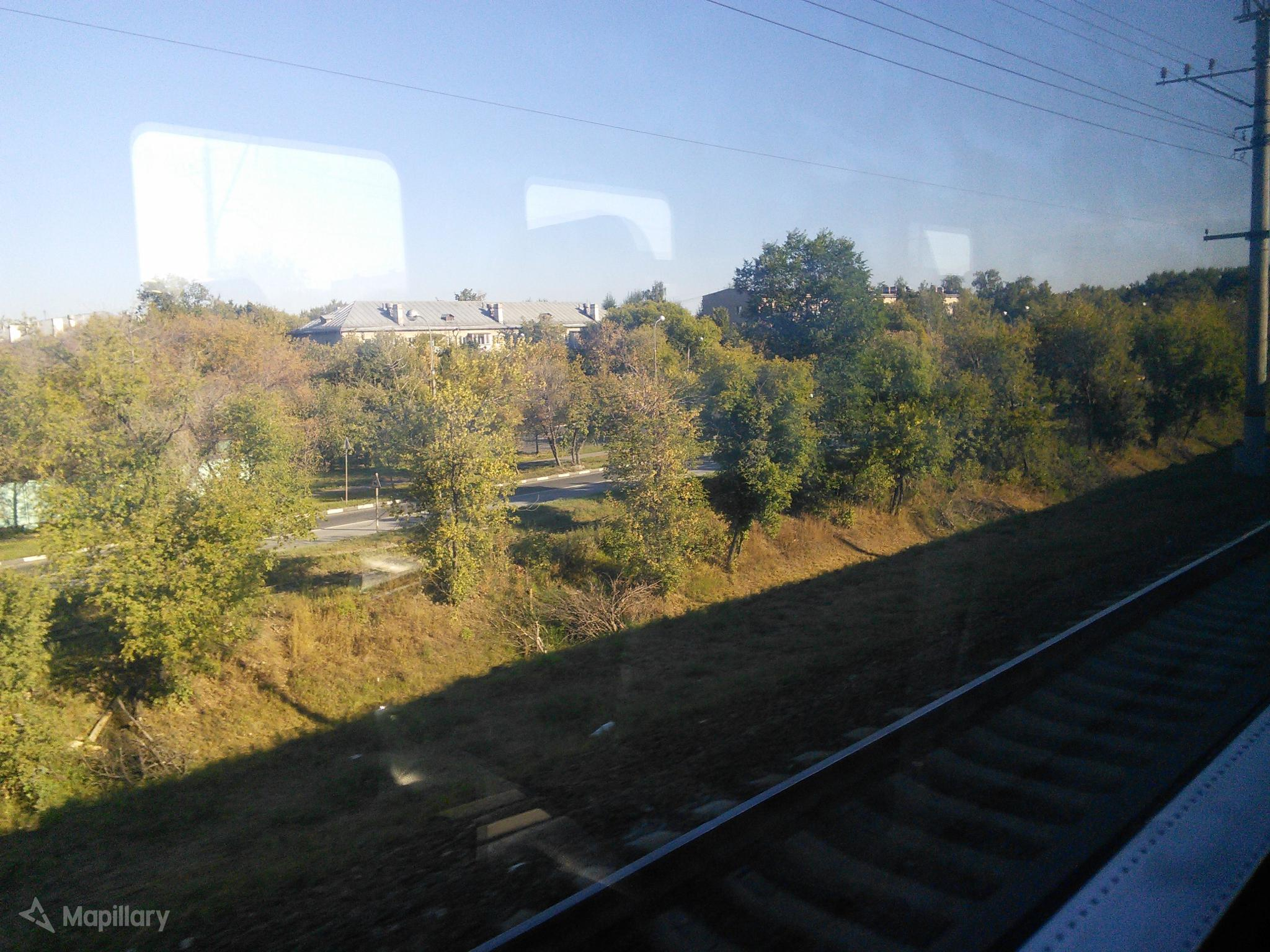
Место платформы Курьяново до строительства (2015)

## Наземный общественный транспорт
На этой станции можно пересесть на следующие маршруты городского пассажирского транспорта:
- Автобусы: 35, 292, 736, 751, 762, 764, с783, 957, т74